# Fall Kevin
Als Fall Kevin wird ein Vorfall im Bremer Stadtteil Gröpelingen bezeichnet, bei dem ein zweijähriger Junge 2006 von seinem drogenabhängigen Ziehvater getötet wurde. Das Jugendamt Bremen hatte zum Zeitpunkt des Todes die Vormundschaft über den Jungen.

## Verlauf
Kevin K. wurde am 23. Januar 2004 im Klinikum Bremen-Nord geboren; er war ein Frühchen und litt an einem Drogenentzug. Der Ziehvater des Kindes, Bernd K., war bereits mehrfach wegen Körperverletzung vorbestraft. Im August 2004 griff die Polizei die drogenabhängige Mutter mit ihrem Baby auf. In der Professor-Hess-Kinderklinik wurde festgestellt, dass die Knochen des Babys an mehreren Stellen gebrochen waren; das Kind war mit 7,5 Kilo untergewichtig. Vom 24. bis zum 29. November 2004 war das Kind in der Fremdunterbringung im Hermann-Hildebrandt-Haus.
Kevins Mutter starb im November 2005 an einem Milzriss; gegen den Mann wurde ermittelt, doch ergaben sich keine Hinweise auf ein Fremdverschulden. Nach dem Tod der Mutter setzte sich der Hausarzt des Paares dafür ein, dass der ebenfalls drogenabhängige Partner das Kind behalten könne.
Die Senatorin Karin Röpke wurde am 18. Januar 2006 von Bürgermeister Jens Böhrnsen persönlich auf den Fall Kevin aufmerksam gemacht. Röpke sprach mit dem Leiter des Jugendamtes, Jürgen Hartwig, über den Fall. Dieser leitete es an die zuständige Fachabteilung weiter.
Der Amtsvormund, der die Pflegschaft für Kevin ausübte, hatte nach eigenen Angaben im Schnitt 240 Fälle zu betreuen.
Die Leiche des Jungen wurde von der Polizei am 10. Oktober 2006 im Tiefkühlschrank der Wohnung vorgefunden. An diesem Tag versuchten Mitarbeiter des Amts für Soziale Dienste, Kevin in Obhut zu nehmen. Am Körper ließen sich zahlreiche Blutergüsse und 21 Knochenbrüche nachweisen, betroffen waren darunter das rechte Schienbein, der linke Oberschenkel und die Speiche über der linken Handwurzel. Der Ziehvater gab den Monat Mai als Todeszeitpunkt an.
Kevin wurde im November 2006 auf dem Waller Friedhof bestattet.

## Konsequenzen
Karin Röpke trat von ihrem Amt als Senatorin für Arbeit, Frauen, Gesundheit, Jugend und Soziales am 11. Oktober 2006 zurück.
Ende Oktober 2006 wurde von Justizstaatsrat Ulrich Mäurer ein Untersuchungsbericht zum „Fall Kevin“ veröffentlicht, der den zuständigen Ämtern schwerwiegende Fehler nachwies.
2008 wurde der Täter zu zehn Jahren Gefängnis verurteilt.
Aufgrund der hohen Fallzahl des betroffenen Sachbearbeiters, der seine Überlastung auch gemeldet hatte, wurde die Fallzahl für einen Amtsvormund 2011 gesetzlich auf 50 begrenzt (Soll-Regelung) (§ 55 SGB VIII).
Im April 2010 beschloss die Bremische Bürgerschaft eine verdachtsunabhängige Pflicht zur Obduktion beim ungeklärten Tod von Kindern unter sechs Jahren. Mit der 2011 in Kraft getretenen Änderung des Bremer Gesetzes über das Leichenwesen sollten mögliche Misshandlungen aufgeklärt werden.

## Prozessbeobachtung
Die Bremer Künstlerin Yolanda Feindura erlebte den Fall Kevin ab 2006 als zivile Prozessbeobachterin mit und machte das Geschehen zum Gegenstand zweier Ausstellungen in Bremen – 2008 im Atelierhof, und in der Villa Ichon 2013.